# جواز سفر إسباني
تصدر جوازات السفر الأسبانية للمواطنين الاسبان لغرض السفر خارج اسبانيا. كل مواطن إسباني هو أيضا مواطن في الاتحاد الأوروبي. جواز السفر، بالإضافة إلى بطاقة الهوية الوطنية يسمح بحرية التنقل والإقامة في أي من دول الاتحاد الأوروبي والمنطقة الاقتصادية الأوروبية.

## متطبات التاشيرة

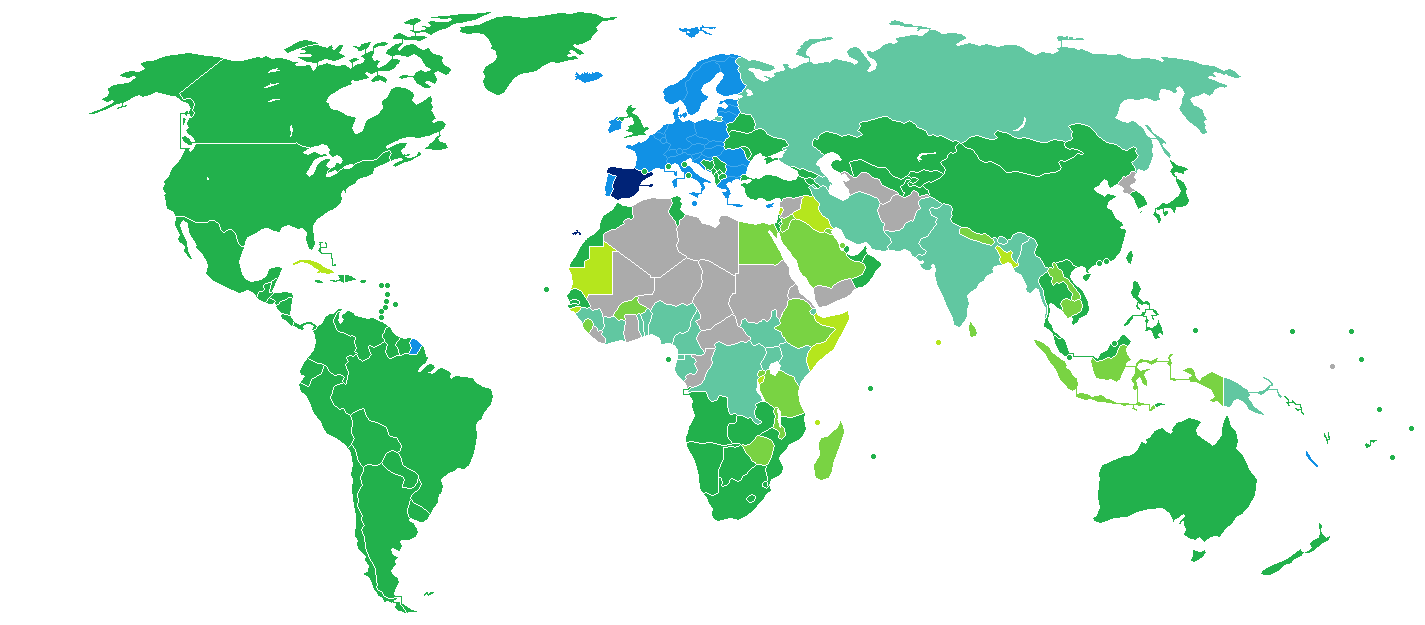
البلدان والأقاليم التي لا تفرض تأشيرة أو تطلب تأشيرة دخول عند الوصول للجهة، لحاملي جوازات السفر الإسبانية العادية.

اعتبارًا من يناير 2022 كان المواطنون الإسبان يتمتعون بإمكانية دخول 189 دولة وإقليم بدون تأشيرة أو تأشيرة عند الوصول، مما أدى إلى تصنيف جواز السفر الإسباني العادي في المرتبة الثالثة من حيث حرية السفر وفقًا مؤشر هينلي لجوازات السفر.